# Departamento San Blas de los Sauces
San Blas de los Sauces es un departamento ubicado en la provincia de La Rioja (Argentina). Su ciudad cabecera San Blas se encuentra a 171 km de distancia de la ciudad de La Rioja y a 1249 km de la ciudad de Buenos Aires.

## Historia
La región de San Blas de los Sauces fue habitada inicialmente por pueblos cazadores recolectores hace aproximadamente 10 000 años y posteriormente por comunidades sedentarias que practicaban la agricultura bajo riego utilizando el recurso de los varios cauces de agua de la zona. Existe evidencia de la presencia de la cultura de la Ciénaga, la cultura Condorhuasi y la más reciente cultura de la Aguada.
La región hacia el oeste de la sierra de Velasco fue llamada inicialmente Valle Vicioso, dado que a los ojos de los españoles se presentaba una zona fértil, de clima moderado y amplia disponibilidad de riego, lo que permitía suponer una gran facilidad para el cultivo de la tierra.
Ya en época colonial, la iglesia de San Blas, cuya construcción original data del año 1648, aunque fue reconstruida en varias oportunidades a lo largo del tiempo, es una evidencia de la intensa y continua presencia de población en la región.
Mediante el decreto 2357 del año 1980, la provincia estableció la protección sobre varios bienes culturales, entre ellos, los restos de las construcciones prehispánicas conocidas como pucará de Cuipán y el sitio arqueológico Hualco, como así también la iglesia de San Blas.

## Toponimia
Anteriormente se llamó Departamento Pelagio B. Luna.

## Geografía
La principal vía de comunicación es la Ruta nacional 40, que llega al departamento desde el oeste y luego sigue en dirección norte hacia la provincia de Catamarca.

### Población
Para el censo 2022 el departamento registró 4314 habitantes. Esto representó un aumento en la cantidad de personas del 9,9%, menor al crecimiento poblacional provincial que se situó en 15,1%.Estos datos situaron al departamento como el octavo más poblado de la provincia.
La evolución de la población del departamento San Blas de los Sauces muestra leves variaciones a lo largo de las décadas, presentando un crecimiento demográfico moderado.
| Gráfica de evolución demográfica de Departamento San Blas de los Sauces entre 1960 y 2022 |
|                                                                                           |
| Fuente: Censos Nacionales de Población, Hogares y Viviendas.                              |

Un elemento significativo resulta el crecimiento de las últimas décadas de la población en la localidad cabecera del departamento, si bien esto no significó el despoblamiento de las áreas rurales.
|                                   | 1960 | 1970 | 1980 | 1991 | 2001 | 2010  |
| --------------------------------- | ---- | ---- | ---- | ---- | ---- | ----- |
| Total del Departamento            | 3407 | 3038 | 2908 | 3145 | 4048 | 3927  |
| San Blas (Cabecera)               | 259  | 170  | 258  | 206  | 388  | 1130  |
| Índice de población urbana (en %) | 7.60 | 5.59 | 8.87 | 6.55 | 9.58 | 28.77 |

Según datos del censo del año 2010, la densidad era de 2.4 hab/km².
El área más poblada se extiende a lo largo del valle del río Los Sauces, enmarcado en cordones montañosos con orientación norte-sur. La presencia de agua abundante en todas las estaciones y el clima moderado posibilitó el asentamiento humano desde tiempos prehispánicos.

### Superficie y límites
San Blas de los Sauces tiene 1.590 km² y limita al norte con la provincia de Catamarca, al este con el departamento Arauco, al sudeste con el departamento Castro Barros y al sur con los departamentos de Sanagasta y Famatina.

### Clima
-

### Localidades y parajes

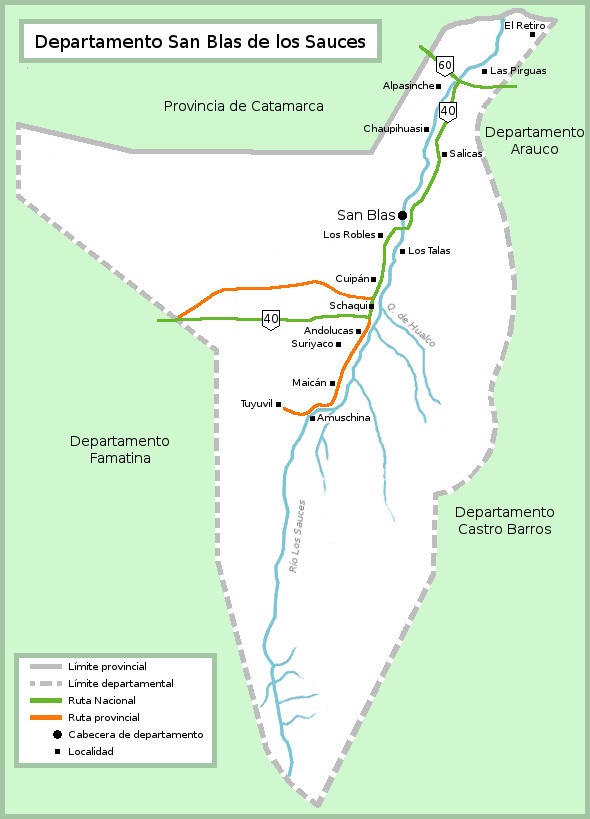
Localidades San Blas de los Sauces

Las localidades del departamento se ubican a lo largo del cauce del río Los Sauces, formando una continuidad que en algunos casos tiende a desdibujar los límites entre ellas. Tal es el caso, por ejemplo de San Blas y Salicas, consideradas en el último censo como un único conglomerado urbano.
Otros casos de localidades que se consideran unidas en el censo del año 2010 son Alpasinche-Chaupihuasi, Los Robles-Los Talas-Cuipán y Amuschina-Tuyuvil.
Las localidades de Las Pirguas y El Retiro, prácticamente en el límite con la provincia de Catamarca, se consideran poblaciones rurales aisladas.
De norte a sur, estas localidades son:
- Las Pirguas
- El Retiro
- Alpasinche
- Chaupihuasi
- Salicas
- San Blas
- Los Robles
- Los Talas
- Cuipán
- Schaqui
- Andolucas
- Suriyaco
- Maicán
- Amuschina
- Tuyubil

Los nombres de la mayoría de estas localidades derivan de palabras o expresiones indígenas, presumiblemente de lengua cacán, aunque en algunos casos existen opiniones diversas en cuanto a su origen o significado. Tal es el caso, por ejemplo de la palabra Alpasinche, que puede significar "tierra dura", o bien una referencia a la valentía o la fortaleza, por la palabra quechua "sinchi".

### Sismicidad
La sismicidad de la región de La Rioja es frecuente y de intensidad baja, y un silencio sísmico de terremotos medios a graves cada 30 años en áreas aleatorias.

## Sitios de interés turístico
San Blas de los Sauces se caracteriza por la presencia de arroyos que corren por pequeños valles o quebradas y desembocan en el río Los Sauces, formando en algunos puntos piletas naturales, por ejemplo la llamada La Laguna y cascadas, por ejemplo la Cola de La Novia. Las quebradas toman el nombre de las pequeñas localidades aledañas: El Rincón, Hualco, Andolucas, Suriyaco, Maicán, Amuschina y Tuyuvil.
Los recorridos culturales o arqueológicos incluyen las Ruinas y el Pucará de Hualco y la iglesia San Blas de los Sauces, entre otros.

## Actividades económicas
Las principales actividades productivas son el cultivo de olivos y duraznos, además de vides, nogales, hortalizas y en menor medida algunos cereales para forraje, destinados a la cría de ganado caprino y ovino.
| Bovinos | Caprinos | Ovinos | Porcinos | Olivo (ha.) | Vid (ha.) | Nogal (ha.) | Durazno (ha.) | Cereal (grano) (ha.) | Forrajeras (ha.) | Otros (ha.) | Total ha. cultivadas |
| ------- | -------- | ------ | -------- | ----------- | --------- | ----------- | ------------- | -------------------- | ---------------- | ----------- | -------------------- |
| 1931    | 2457     | 786    | 201      | 206.10      | 61.90     | 96.80       | 19            | 29.70                | 83.90            | 29.30       | 526.70               |

Si bien el departamento tiene un gran potencial turístico, las actividades vinculadas a la prestación de estos servicios son escasas. Según el censo provincial del año 2008, solo el 0.7% de las personas trabajaban en servicios de hotelería o gastonomía.
Hasta el año 2015, el departamento no había diseñado formalmente circuitos turísticos, ni contaba con guías capacitados.